# Pallone d'oro 1991

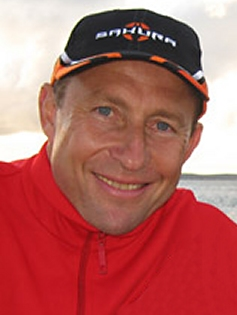
Jean-Pierre Papin, vincitore del Pallone d'oro 1991

L’edizione 1991 del Pallone d'oro, 36ª edizione del premio calcistico istituito dalla rivista francese France Football, fu vinta dal francese Jean-Pierre Papin (Olympique Marsiglia).
I giurati che votarono furono 29, provenienti da Albania, Austria, Belgio, Bulgaria, Cecoslovacchia, Cipro, Danimarca, Finlandia, Francia, Germania, Grecia, Inghilterra, Irlanda, Islanda, Italia, Jugoslavia, Lussemburgo, Malta, Paesi Bassi, Polonia, Portogallo, Romania, Scozia, Spagna, Svezia, Svizzera, Turchia, Ungheria e Unione Sovietica.